# Ivailovgrad
Ivailovgrad (în bulgară Ивайловград) este un oraș în Obștina Ivailovgrad, Regiunea Haskovo, Bulgaria.

## Demografie
Componența etnică a orașului Ivailovgrad
     Bulgari (93,15%)
     Nicio identificare (6,07%)
     Altele (1,04%)
La recensământul din 2011, populația orașului Ivailovgrad era de 3.739 locuitori. Din punct de vedere etnic, majoritatea locuitorilor (93,15%) erau bulgari. Pentru 6,07% din locuitori nu este cunoscută apartenența etnică.